# حزب مصر جوان (۱۹۳۳)

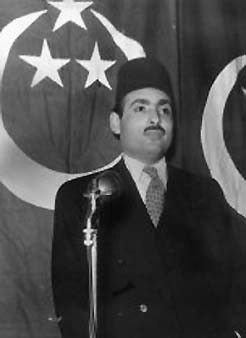
عضو حزب مصر الفتاه (۱۹۳۳)

حزب مصر جوان یا حزب مصر الفتاه (عربی: حزب مصر الفتاة) جنبش سیاسی ملی‌گرای مصری که از ۱۲ اکتبر ۱۹۳۳ به رهبر أحمد حسین تحت تأثیر خیزش‌های نژادگرایی در آن زمان آغاز شد.

## تاریخ
احمد حسین سال ۱۹۳۳ انجمن مصر جوان را برای مبارزه با استعمار، نظام ارباب رعیتی تأسیس کرد. در سال ۱۹۴۸ این انجمن به حزب سیاسی تبدیل شد.